# Ефіопські гірські вересові пустища
Ефіопські гірські вересові пустища (ідентифікатор WWF: AT1008) — афротропічний екорегіон гірських луків та чагарників, розташований в Ефіопії.

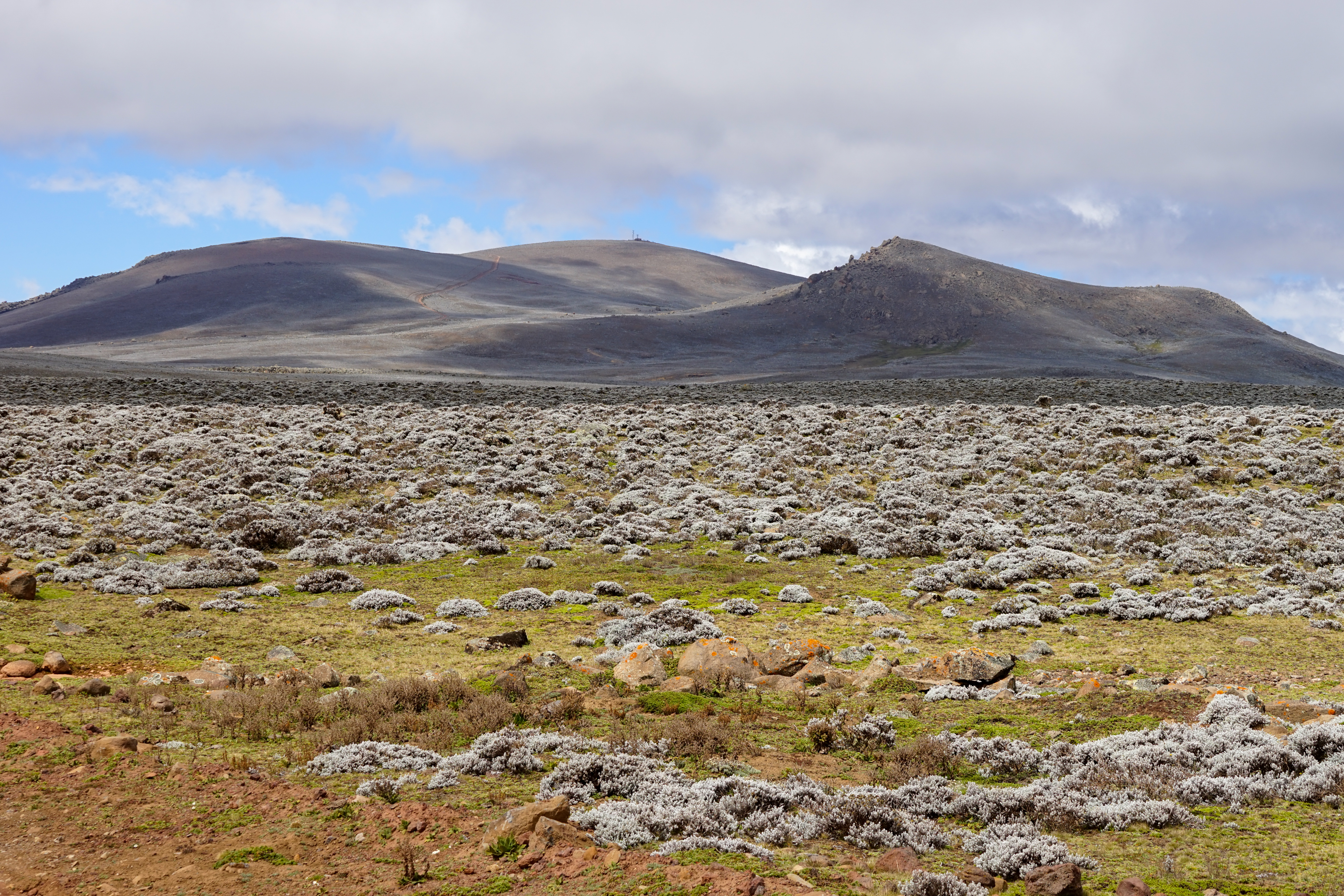
Високогірні пустища в горах Бале

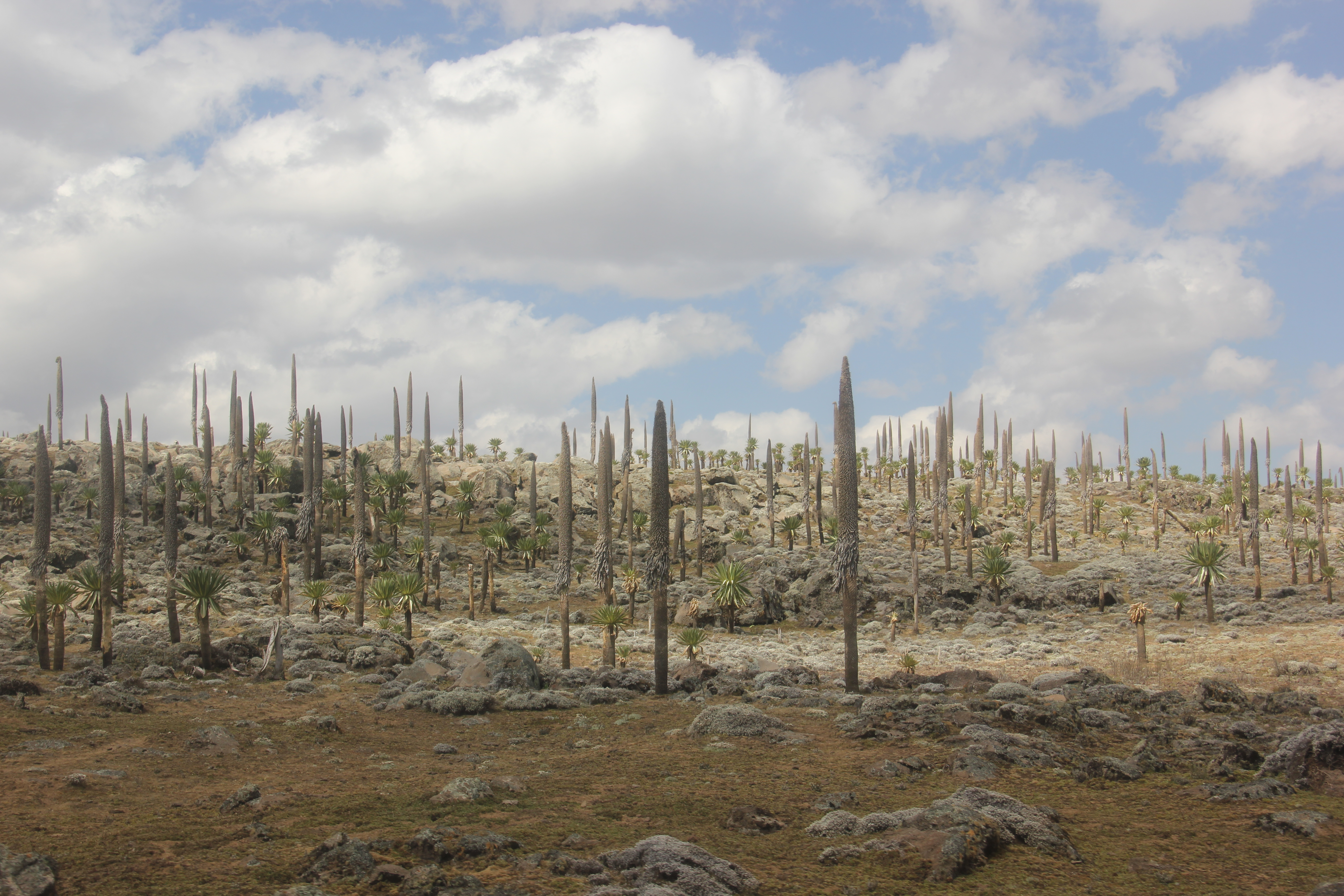
Велетенські лобелії в горах Бале

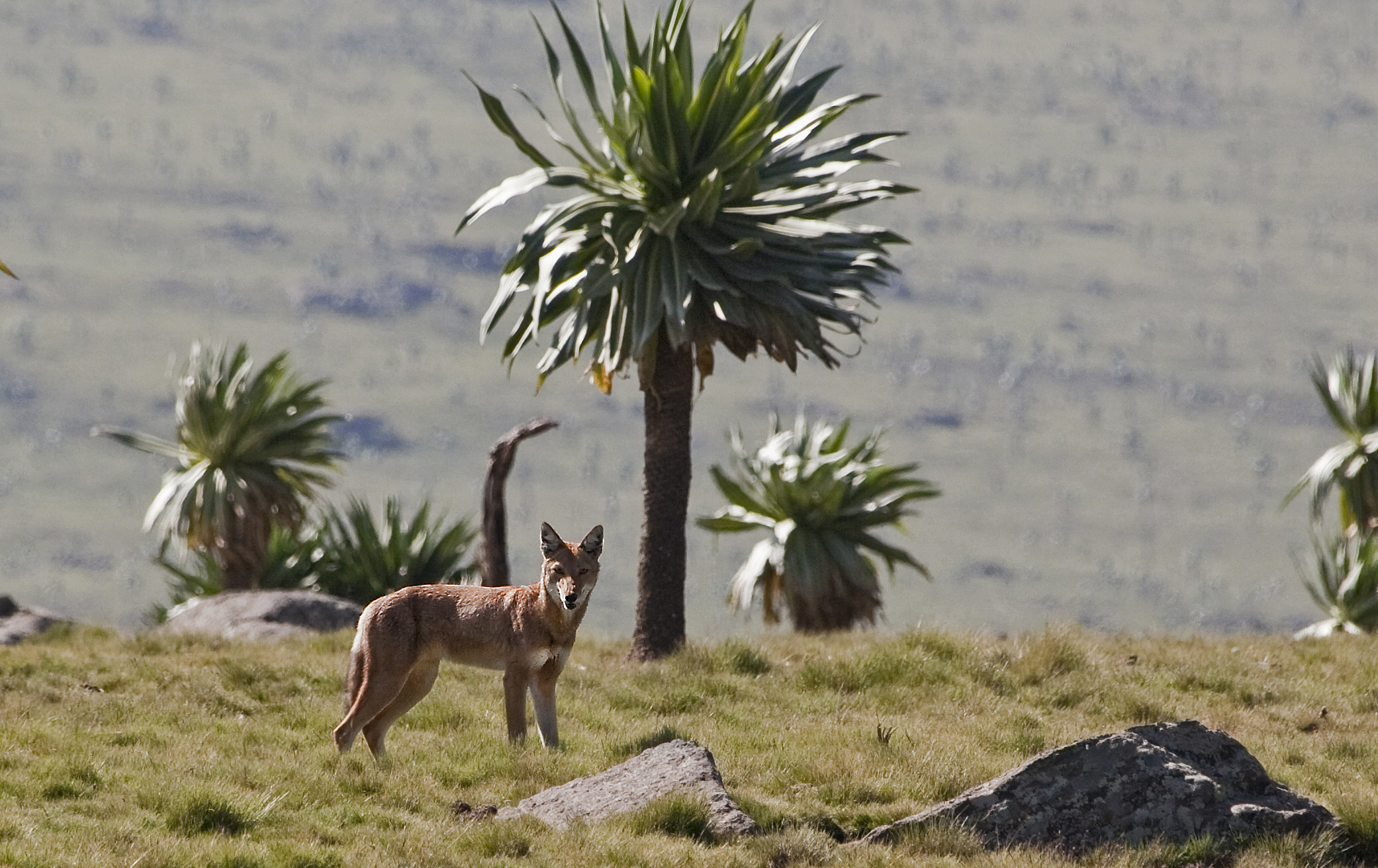
Ефіопський вовк (Canis simensis) та Lobelia rhynchopetalum (Lobelia rhynchopetalum) в горах Симєн

## Географія
Екорегіон ефіопських гірських вересових пустищ охоплює найвищі гірські вершини Ефіопського нагір'я, розташовані на висоті понад 3000 м над рівнем моря. Він включає гору Рас-Дашен — найвищу вершину Ефіопії висотою 4550 м, розташовану в горах Симєн, та плато Санетті в горах Бале, яке лежить на висоті понад 4000 м над рівнем моря і є найбільшою окремою ділянкою афроальпійських пустищ в усій Африці. Менші анклави високогірних пустищ регіону розташовані на вершинах гір Зукалла, Галама, Дамота та Гуге. На більш низьких висотах пустища переходять у ефіопські гірські луки та рідколісся.
Ефіопське нагір'я сформувалося 55 мільйонів років тому, а близько 13 мільйонів років тому, коли утворився Східно-Африканський рифт, воно було розділене на дві частини. Північно-західна частина Ефіопського нагір'я, або Абіссинський масив, включає гори Симєн, а південно-східна частина, або Харарський масив, — гори Бале. Регіон є сейсмічно активним, а період активного вулканізму в ньому завершився 4-5 мільйонів років тому.
В часи останнього льодовикового періоду у високогір'ях Ефіопського нагір'я лежали льодовики, а навколишні території були вкриті гірською тундрою. З потеплінням клімату площа, на якій була поширена субальпійська рослинність, скоротилася та була обмежена великими висотами. Льодовики, які покривали територію екорегіону в минулому, відступили лише кілька тисяч років тому, що означає, що рослинність лише нещодавно колонізувала ці високогір'я. Деякі території, як от центральні вершини гір Бале, вкриті відносно нещодавніми потоками лави, все ще залишаються безплідними.

## Клімат
У високогір'ях екорегіону переважає помірний клімат, більш прохолодний, ніж клімат навколишніх регіонів. Середньорічна кількість опадів на південному заході регіону, де сухий сезон триває лише два місяці у році, становить близько 2500 мм, а на півночі регіону, де тривалість сухого сезону може становити 10 місяців, вона знижується до 1000 мм. На найвищих вершинах Ефіопського нагір'я середня максимальна температура коливається від 6 °C до 12 °C, а середня мінімальна температура — від 3 °C до 10 °C. Морози трапляються протягом всього року, особливо взимку, з листопада по березень. У Національному парку гір Симєн середня мінімальна температура коливається від -2,5 °C до 4 °C, а середня максимальна — від 11 °C до 18 °C. На плато Санетті добова амплітуда коливання температури може становити близько 40 °C, від -15 °C до 26 °C.

## Флора
Основними рослинними угрупованнями екорегіону є вересові пустища та луки, відомі як вурч. 
Для високогірних пустищ Ефіопії характерні чагарники з родини вересових (Ericaceae) висотою 0,5-1 м, зокрема деревоподібна еріка (Erica arborea) та трьохчастна еріка (Erica trimera). Дерева у високогір'ях регіону відсутні, хоча трапляються деякі відносно високі кущі, зокрема вигнутий звіробій (Hypericum revolutum). Між кущами ростуть трави, зокрема гвоздична аїра (Aira caryophyllea), різні види цмину (Helichrysum spp.), приворотня (Alchemilla spp.), роговика (Cerastium spp.) та кипця (Koeleria spp.), і часто трапляються оголені ділянки ґрунту. 
На стрімких скелястих схилах і скелях у високогірних районах рослинний покрив майже повністю відсутній, а на пласких болотистих ділянках домінує одноколоса осока (Carex monostachya). Визначною рослиною, що зустрічається у цій зоні, є ендемічна велетенська лобелія (Lobelia rhynchopetalum), яка під час цвітіння може досягати 6 метрів у висоту. 
Багато видів рослин, поширених на афроальпійських пустищах Ефіопії, демонструють ксероморфні риси, що зменшують транспірацію (випаровування води з поверхні рослин). Накриклад, лобелії (Lobelia spp.) мають товсте шкірясте листя, цмин та вересові чагарники мають сильно закручені краї листя, а саме листя у більшості видів має невелику площу.
Флора екорегіону характеризується високим рівнем ендемізму, хоча й менш вираженим, ніж в екорегіонах вересових пустищ Східної Африки та Альбертінського рифту. Тут відсутні деякі характерні представники афроальпійської флори, поширені в південніших екорегіонах, зокрема деревне жовтозілля (Dendrosenecio spp.). Крім того, у високогір'ях Ефіопії зустрічаються деякі представники палеарктичної флори, зокрема шипшини (Rosa spp.) і первоцвіти (Primula spp.).

## Фауна
На гірських вересових пустищах Ефіопії, на висоті понад 3000 м над рівнем моря, живуть ендемічні ефіопські вовки (Canis simensis), одні з найрідкісніших представників родини псових, популяція яких нараховує близько 200 особин. Цей вид еволюціонував від спільного предка зі звичайним вовком (Canis lupus), який потрапив до Північної Африки з Європи у пізньому плейстоцені. Ефіопський вовк представлений двома підвидами, C. s. simensis та C. s. citernii, популяції яких розділені Великою рифтовою долиною. Він вирізняється серед інших псових тим, що переважно полює на риючих гризунів, що ведуть підземний спосіб життя. Ця стратегія дозволила йому процвітати у високогірних районах, де біомаса гризунів надзвичайно висока.
За оцінками дослідників, щільність ендемічних великоголових кертиць (Tachyoryctes macrocephalus) на плато Санетті може досягати 4800 осіб/км². Цей вид є ендеміком гір Бале і належить до родини сліпакових, представники якої переважно поширені в Євразії і лише нещодавно колонізували високогір'я Африки. Разом з ендемічними чорнопазуристими жорсткошерстними мишами (Lophuromys melanonyx) та майже ендемічними ефіопськими трав'яними мишами (Arvicanthis blicki) і зайцями Старка (Lepus starcki), великоголові кертиці складають основу раціону ефіопських вовків у Національному парку гір Бале.
Серед інших ендеміків екорегіону слід відзначити мишу Ніколауса (Megadendromus nikolausi), ефіопську вузькоголову мишу (Stenocephalemys albocaudata), сірохвосту вузькоголову мишу (Stenocephalemys griseicauda) та вересову білозубку (Crocidura lucina). Окрім них, на високогірних пустищах Ефіопії мешкають майже ендемічні гелади (Theropithecus gelada) та гірські ньяли (Tragelaphus buxtoni), а також низка видів гризунів і землерийок. Серед стрімких гірських схилів Ефіопського нагір'я живуть антилопи-стрибуни (Oreotragus oreotragus), капські дамани (Procavia capensis) та рідкісні, майже ендемічні ефіопські козли (Capra walie).
На берегах гірських озер та струмків регіону зимують великі популяції палерктичних птахів. Так, в горах Бале щороку спостерігаються тисячі евразійських свищів (Anas penelope) та північних широконісок (Anas clypeata), а також брижачів (Philomachus pugnax), великих коловодників (Tringa nebularia) та інших куликів. Серед інших рідкісних птахів, що зустрічаються в горах Бале, слід відзначити великих підорликів (Clanga clanga), східних могильників (Aquila heliaca), степових боривітрів (Falco naumanni), степових лунів (Circus macrourus) та білошиїх журавлів (Grus carunculata). Гори Бале також є єдиним місцем поза межами Палеарктики, де гніздяться беркути (Aquila chrysaetos), клушиці (Pyrrhocorax pyrrhocorax baileyi) та руді огарі (Tadorna ferruginea).
Серед майже ендемічних птахів регіону, які також зустрічаються на більш низьких висотах, слід відзначити гірського турача (Scleroptila psilolaema), ефіопського турача (Pternistis castaneicollis), рябокрилого ібіса (Bostrychia carunculata), чорноголову чайку (Vanellus melanocephalus), ефіопського пастушка (Rougetius rougetii), чорнокрилого нерозлучника (Agapornis taranta), іржастобоку кам'янку (Oenanthe frenata), білоспинну синицю (Melaniparus leuconotus), ефіопського дрозда (Turdus simensis), ефіопського щедрика (Serinus nigriceps) та смугасту чечітку (Crithagra ankoberensis). Іншим майже ендемічним представником екорегіону є темний трактрак (Pinarochroa sordida), який також зустрічається на інших високогірних пустищах Східної Африки.

## Збереження
Ефіопське нагір'я є одним із найбільш густонаселених сільськогосподарських регіонів Африки, хоча у високогір'ях цього екорегіону людей живе менше, ніж на більш низьких висотах. Загрозою длія збереження природи регіону є перевипас худоби, ведення сільського господарства та пожежі. Ніжна афроальпійська рослинність не стійка до втручань, і пожежі можуть призвести до незворотних наслідків. Багато популяцій диких тварин обмежені національними парками, і навіть там на них здійснюється значний тиск.
Оцінка 2017 року показала, що 5291 км², або 34 % екорегіону, є заповідними територіями. Природоохоронні території включають: Національний парк гір Симєн, Національний парк гір Бале, Національний парк гір Арсі, Національний парк Чебера-Чурчура та Громадський заповідник Гуасса. У 1978 році Національний парк гір Симєн була внесена до списку Світової спадщини ЮНЕСКО, а у 2023 році туди ж був внесений і Національний парк гір Бале.